# Великі Ковалі
Великі Ковалі́ (рос. Большие Ковали) — присілок у складі Шабалінського району Кіровської області, Росія. Входить до складу Новотроїцького сільського поселення.
Населення становить 1 особа (2010, 3 у 2002).
Національний склад станом на 2002 рік — росіяни 100 %.